# Zdeněk Kruliš
Zdeněk Kruliš (též Zdenko Kruliš, 25. listopad 1865 Praha – 21. září 1935) byl český architekt a stavební podnikatel, pokračovatel stavební firmy Kruliš založené jeho otcem, architektem Janem Krulišem. Firma se následně stala jednou z největších svého druhu v meziválečném Československu.

## Život

### Mládí a původ
Narodil se roku 1865 na Novém Městě v Praze jako mladší ze dvou synů do rodiny podnikatele a stavitele Jana Kruliše a jeho manželky Marie, vídeňské rodačky z rodiny rytíře Vincence z Fitzů. Pokřtěn byl jako Zděnek Petr Čeněk. Otec Jan pocházel z Poličan u Kutné Hory. Stal se stavitelem, několik let pak vyučoval vodní a silniční stavby na vysokých školách ve Vídni. Po roce 1857 se zaměřil na stavbu železnic, mostů a průmyslových objektů, zprvu pro státní dráhy, po roce 1866 pracoval jako samostatný podnikatel. Zdeněk po absolutoriu na Královské české polytechnice v Praze nastoupil do rodinné firmy. V roce 1891 odjel za pracovními zkušenostmi do Spojených států, kde byl zaměstnán u několika velkých stavebních a podnikatelských firem. V USA a na okolních cestách strávil více než čtyři roky. Po onemocnění otce i bratra Otakara se vrátil do Evropy a převzal řízení tehdy již velkého podniku otcova, který mu jej, zvláště pak po úmrtí jeho staršího bratra roku 1900, od r. 1903 plně předal.
V roce 1895 uzavřel v Chicagu civilní manželství s tamní rodačkou českého původu Marií Poštovou, které bylo o rok později potvrzeno církevní svatbou na Královských Vinohradech u Prahy, kde bydleli.

### FirmaZdenko Kruliš
Stavební podnikatelství Zdenko Kruliš pak pod jeho vedením provedla v následujících desetiletích řadu vodních, kanalizačních, regulačních, silničních, železničních a průmyslových staveb. Mimo jiné:
- Železniční trať Doudleby nad Orlicí – Rokytnice v Orlických horách (1907)
- regulace Labe a Chrudimky u Pardubic (1908)
- Zdymadlo a vodní elektrárna v Poděbradech (1914)
- přeložení řečiště Vltavy na pražských Maninách
- regulace Labe u Jiřic
- objekty na pražském Zahradním Městě

Kruliš byl členem celé řady odborných, společenských i sportovních spolků a organizací. Od roku 1907 působil v představenstvu klubu SK Slavia Praha, 20. letech 20. století mj. působil jako místopředseda Československého olympijského výboru.
Od roku 1925 byl pro své zkušenosti s řízením Společenského klubu na Střeleckém ostrově ustanoven prvním předsedou nástroje prvorepublikové propagandy zřízené ministerstvem zahraničí, Společenského klubu, kde se významně podílel na úpravách Sylva-Tarouccova paláce a na zařizování klubovních prostor.

### Úmrtí
Zemřel 21. září 1935.